# Ko me to od nekud doziva
Ko me to od nekud doziva drugi je studijski album pjevačice Nede Ukraden izdan 1976. godine za zagrebačku diskografsku kuću Jugoton kao LP ploča.

## Popis pjesama
1. Šalvare
2. Sarajka djevojka majci plakala
3. Mene majka kara
4. Neko tiho zapjeva
5. Tri djevojke
6. U mene se zagledalo jedno momče vrlo milo
7. Došli momci veseli
8. Ima babo 100 ovaca
9. Oj daljino, daleka bila
10. 8 dana
11. Proći će jednom ovi dani
12. Ko me to od nekud doziva

## O albumu
Godine 1976., Neda Ukraden snima drugi LP album u suradnji s grupom Kamen na kamen pod nazivom Ko me to odnekud doziva. Album je izdao zagrebački Jugoton. Ploča je ponovo bila inspirirana folk motivima. Kao autori, pojavljuju se Nikola Borota, Vlado Miloš, mladi Goran Bregović i Đelo Jusić. Na njoj su snimljene pjesme koje su bile ogromni hitovi tog vremena: "Šalvare (Što su danas lijepi mi sokaci)", "Došli momci veseli", "Tri djevojke" (u kojoj se pojavljuje Bregovićeva dionica s gitarom), i "Osam dana". Jedina pjesma koja je bila pop-orijentacije, bez primjesa folk motiva bila je "Proći će jednom ovi dani", kompozitora Đela Jusića.

## Vanjske poveznice
- Album "Ko me to od nekud doziva" na www.discogs.com